# Friedrich August von Stägemann
Friedrich August von Stägemann (Vierraden, 1763. november 7. – Berlin, 1840. december 17.) porosz államférfi és író.

## Életútja
Jogot végzett és azután pénzügyi, majd közigazgatási pályára lépett. Stein és Hardenberg nagyon megkedvelték és ez utóbbi a bécsi kongresszusra is magával vitte Stägemannt. Hazafias költeményeinek címe: Historische Erinnerungen in lyrischen Gedichten (Berlin 1828); ezeknek tárgya a német szabadságharc. Erinnerungen an Elisabet (1835); ezeket neje emlékének szentelte. Erinnerungen für edle Frauen (1846, 3. kiad. 1873) nejétől valók.